# Die Kehrseite der Medaille (1975)
Die Kehrseite der Medaille (Originaltitel: The Other Side of the Mountain) ist ein US-amerikanischer Spielfilm aus dem Jahr 1975, der auf der wahren Geschichte der Skirennfahrerin Jill Kinmont basiert. 1978 wurde mit The Other Side of the Mountain Part II eine Fortsetzung veröffentlicht.

## Handlung
Anfang 1955 war Kinmont Landesmeisterin im Slalom und galt als eine der größten Medaillenhoffnungen der USA bei den Olympischen Winterspielen 1956, die ein Jahr später stattfanden. Wenige Wochen vor ihrem 19. Geburtstag verunglückte sie beim Snow Cup in Alta, Utah, bei einem Riesenslalom fast tödlich und blieb querschnittsgelähmt.

## Kritik
Der Film spielte in den nordamerikanischen Kinos 8,2 Millionen Dollar ein
Vincent Canby von der New York Times sagte: „Das Leben stand an erster Stelle, aber der Film scheint weniger an Miss Kinmont interessiert zu sein als an den Mitteln der romantischen Fiktion, die die Besonderheit der Gefühle auf eine todsichere Formel reduzieren, um sentimentale Absichten hervorzurufen. Wenn Sie sich 'The Other Side of the Mountain' ansehen, packen Sie Ihre Taschentücher ein und lassen Sie Ihren Verstand zu Hause.“
Gene Siskel von der Chicago Tribune bewertete den Film mit zweieinhalb von vier Sternen und schrieb: „Wenn es nicht um eine reale Person ginge, könnte ich ruhiger sagen, dass dieser Film in seinem Bemühen um Sympathie und Bewunderung übertrieben ist.... Bridges' natürlicher Charme erhellt nicht nur Kinmonts Geist, sondern auch den Geist eines Films, der gefährlich in Richtung Rührseligkeit tendiert.“
Variety schrieb: „Der Film ist in jeder Hinsicht eine Ausnahmeerscheinung, perfektes Casting, gute Schauspieler, einfühlsame Kameraarbeit und eine allgemeine Gesamtproduktion, die alle zusammen dem Thema eine ungewöhnliche Stärke verleihen.“
Kevin Thomas von der Los Angeles Times nannte den Film eine „todsichere, formelhafte Schmonzette“, deren schwerwiegender Fehler darin bestehe, „dass der Schwerpunkt des Films auf der Tortur von Miss Kinmonts Rehabilitation liegt – ein bekannter, aber so herzzerreißender Prozess – auf Kosten der Darstellung ihres Kampfes, etwas Sinnvolles mit ihrem Leben anzufangen, nachdem sie gelernt hat zu akzeptieren, dass sie nie wieder laufen wird.“
Gary Arnold von der Washington Post schrieb, dass der Film „gute Chancen hat, der nächste legitime Schläfer zu werden. In gewisser Hinsicht ist er ein oberflächliches, banales Stück Filmkunst, aber die Geschichte, die er zu erzählen versucht, hat mitreißende und inspirierende Qualitäten, die derzeit in keinem anderen amerikanischen Film zu finden sind.“
Tom Milne von The Monthly Film Bulletin schrieb: „Die Tatsachen mögen Tatsachen sein, aber alles andere sind Krokodilstränen und falsche Erhabenheit, vom schüchternen Prolog, in dem die Heldin ihre Geschichte einer Gruppe netter Kinder erzählt, die sie fragen, warum sie nie geheiratet hat, bis zum bittersüßen Ende (mit einem sabbernden Popsong), das selbst ein viktorianisches Dienstmädchen mit seiner atemlosen Anhäufung dunkler Stunden vor der Morgendämmerung beunruhigt hätte.“

## Auszeichnung
| Auszeichnung       | Kategorie                       | Nominee(s)                                                       | Resultat  | Ref.  |
| ------------------ | ------------------------------- | ---------------------------------------------------------------- | --------- | ----- |
| Oscar              | Bester Song                     | „Richard’s Window“ Musik von Charles Fox; Text von Norman Gimbel | Nominiert | [ 8 ] |
| Golden Globe Award | Beste Hauptdarstellerin – Drama | Marilyn Hassett                                                  | Nominiert | [ 9 ] |
| Golden Globe Award | Beste Nachwuchsdarstellerin     | Marilyn Hassett                                                  | Gewonnen  | [ 9 ] |
| Golden Globe Award | Beste Filmmusik                 | Charles Fox                                                      | Nominiert | [ 9 ] |
| Golden Globe Award | Bester Filmsong                 | „Richard's Window“ Musik von Charles Fox; Text von Norman Gimbel | Nominiert | [ 9 ] |